# Хадия Давлетшина
Хадия Лутфуловна Давлетшина (на башкирски: Дәүләтшина Һәҙиә Лотфулла ҡыҙы) е башкирска писателка. Член на Съюза на писателите на Башкирската автономна съветска социалистическа република (1935).

## Биография
Родена е на 21 февруари 1905 г. в село Хасаново, Самарска губерния, Руска империя в бедно селско семейство. От 1920 г. работи като учителка в село Денгизбаево, Пугачьовски уезд, Самарска губерния. Същата година започва да учи в башкирско-татарски педагогически техникум в Самара. От 1932 г. се записва в Московския институт за подготовка на редактори. Тогава започва да сътрудничи на в. „Зерновая фабрика“, както и на политическия отдел на Зилаирския совхоз в Баймакски район. В политотдела е заедно с мъжа си Губай Давлетшин, също писател, а впоследствие и народен комисар по образованието на Башкирската АСССР. От 1935 до 1937 г. учи в Башкирския педагогически институт К.А. Тимирязев. По време на Сталинските репресии мъжът ѝ е арестуван и хвърлен в затвора. Давлетшина също лежи в затвора от 1937 до 1942 г. като съпруга на репресиран. До смъртта си на 5 декември 1954 г. живее в Бирск.
В нейна чест в Уфа има булевард на нейно име, а в гр. Сибае е построен паметник. Хадия Давлетшина е удостоена с първата републиканска премия „Салават Юлаев“ през 1967 г. „за романа „Иргиз“ (посмъртно)“

### Участие в работата на Съюза писателите
- Делегат на 1-вия конгрес на писателите на СССР (1934),
- Делегат на 3-тия пленум на писателите на СССР, Минск (1936).

## Творчество
- първи разказ „Пионерка Хылукай“ (на башкирски: „Һылыуҡай-пионерка“) публикуван във вестник „Башҡортостан ѝәштәре“ („Младеж на Башкирия“), 1926;
- повест „Айбика“ (Айбикә) 1931;
- повест „Волны колосьев“ („Башаҡтар тулҡыны“), 1932;
- „Сборник разкази“, 1935;
- повест „Пламенные годы“ („Ялҡынлы йылдар“), 1933 – 37;
- роман „Иргиз“ („Ырғыҙ“), 1942 – 52, публикуван 1957.